# Eurycorypha fallax
Eurycorypha fallax is een rechtvleugelig insect uit de familie sabelsprinkhanen (Tettigoniidae). De wetenschappelijke naam van deze soort is voor het eerst geldig gepubliceerd in 1884 door Brunner von Wattenwyl.